# カムイスキーリンクス
カムイスキーリンクス（英: KAMUI SKI LINKS）は、北海道旭川市にあるスキー場。「北海道パウダーベルト」を構成するスキー場の一つ。

## 概要
神居山の斜面にコースがあり、「国設神居山スキー場」を前身としている。道北エリアで最大級のスキー場であり、市街地近郊にありながらパウダースノー（シルキースノー）を楽しむことができるスキー場となっている。これまでに『全日本スキー選手権大会』（アルペン競技）、『全日本学生スキー選手権大会』(アルペンスキー)を開催している。夏期にはグラススキーなどのアクティビティを楽しむことができる。秋の紅葉シーズンには「カムイゴンドライド」として、紅葉を楽しむためのゴンドラ運行や山頂トレッキング、参加型アクティビティ等も実施されている。
第4ペアリフト付近にナイター照明があるが、2023年現在ナイター営業は行っていない。

## 沿革
昭和の初期に「国設神居山スキー場」が開設し、1955年（昭和30年）の『第10回国民体育大会』、1966年（昭和41年）には最新のリフトを導入して『第21回国民体育大会』を開催している。1984年（昭和59年）に規模を拡大し、「カムイスキーリンクス」としてオープンした。当初の経営主体は「日本ゴルフ振興」であったが、国有林を含む用地開発には自治体の関与が必要であったため、第三セクター「神居山スキー株式会社」を設立して運営した。2003年（平成15年）に日本ゴルフ振興が経営破綻すると、旭川市は施設を無償で譲り受けて営業継続を決めた。運営に関しては「北興運輸」の関連会社である「株式会社旭川北インター開発公社」に経営を委任した。2013年（平成25年）から「アライ地所株式会社」が指定管理者となって運営していたが、2018年（平成30年）からは「一般社団法人大雪カムイミンタラDMO」が指定管理者となっている。
近年北海道パウダーベルトの一つとしてカムイスキーリンクスが注目され、外国人スキー客が増加していることから、2025年には三浦雄一郎・三浦豪太らが中心となり周辺にスキーリゾートを開発する構想が明らかになっている。
年表
- 1984年（昭和59年）：「日本ゴルフ振興」が主体となって第三セクター「神居山スキー」を設立し、「カムイスキーリンクス」オープン。
- 1990年（平成02年）：旧国設神居山スキー場跡地に第5リフト、ダイナミックコース新設。
- 2003年（平成15年）：日本ゴルフ振興が破綻。旭川市が関連施設を無償で譲受し、「旭川北インター開発公社」に運営委託[14]。
- 2006年（平成18年）：旧パノラマコース暫定復活（後に改良し、林間コース増設）。
- 2013年（平成25年）：「アライ地所」が指定管理者となる。
- 2014年（平成26年）：カムイゴンドラリニューアル[15]。
- 2015年（平成27年）：第1・第4ペアリフト更新[16]。
- 2016年（平成28年）：第2ペアリフト更新[16]。
- 2017年（平成29年）：グラススキーコース、マウンテンバイクコース新設[17]。
- 2018年（平成30年）：「大雪カムイミンタラDMO」が指定管理者となる。自動ICゲート導入[18]。

## 施設
コース
- 初級コース
  - ちびっこ (Kids Garden)
  - レッスン (First Timer)
  - センター (Center)
  - ファミリー (Family)
  - 初心者コース (Next Step)
  - Jr.チャレンジ大岩 (The Rock)
  - 白樺1 (Shirakaba 1)
  - バンク (Roller Coaster)
  - ゴールド1 (Gold 1)
- 中級コース
  - ゴールド3 (Gold 3)
  - Jr.チャレンジ森道 (Challenge Forest)
  - ゴールド2 (Gold 2)
  - 白樺2 (Shirakaba 2)
  - ロイヤル中級 (Royal Intermediate)
  - 連絡 (Link)
  - スラロームバーン (Slalom)
  - 林道 (Logging Road)
- 上級コース
  - ロイヤル上級 (Royal Advanced)
  - シルキー (Silky)
  - ダイナミック (Dynamic)
  - ディープパウダー (Deep Powder)
  - フレッシュパウダー (Fresh Powder)
  - ツリーラン (Treerun)
  - バンプス (Bumps)
  - トド松 (Todomatsu)

索道
| 名称           | 定員 | 路線長  | 備考 |
| -------------- | ---- | ------- | ---- |
| カムイゴンドラ | 4名  | 2,327 m |      |
| 第1ペアリフト  | 2名  | 733 m   |      |
| 第2ペアリフト  | 2名  | 973 m   |      |
| 第3ペアリフト  | 2名  | 638 m   |      |
| 第4ペアリフト  | 2名  | 754 m   |      |
| 第5ペアリフト  | 2名  | 999 m   |      |

その他
- センターハウス（インフォメーション、券売所、レンタル、レストラン、売店、ロッカー）
- らぁめん食堂Nobu
- 山頂レストラン「Trattoria＆Pizzeria Monte 751」

## アクセス・駐車場
- 旭川市街から車で約30分
- 留萌から車で約70分
- 札幌から車で約90分
- 駐車場：3,000台